# Lagenandra meeboldii
Lagenandra meeboldii är en kallaväxtart som först beskrevs av Adolf Engler, och fick sitt nu gällande namn av Cecil Ernest Claude Fischer. Lagenandra meeboldii ingår i släktet Lagenandra och familjen kallaväxter. Inga underarter finns listade.